# Pál Fejös
Pál Fejös (Budapest, 24 gennaio 1897 – New York, 23 aprile 1963) è stato un regista, sceneggiatore, antropologo e ricercatore scientifico ungherese naturalizzato statunitense nel 1930.
Regista di fiction e documentarista, lavorò in molti paesi. In gioventù aveva seguito studi di medicina e, in seguito, diventò un importante antropologo.

## Biografia
Nato ai tempi dell'Impero austro-ungarico a Budapest, era il secondo figlio, dopo la sorella Olga, di Desiré Fejös e di Aurora Novelly (di origine italiana, il cognome originale della madre era Novelli). Come altri registi, Pál Fejös esagerò e si inventò di sana pianta storie sull'origine della sua famiglia, raccontando che il padre era stato un capitano degli Ussari e la madre dama di compagnia a corte, attribuendosi anche una gioventù come ufficiale. La verità era che la madre era di origine italiana anche se di origini nobili e il padre era un farmacista di Dunaföldvár. Poco prima che nascesse Pál, la famiglia si era trasferita a Budapest dopo che Desiré Fejös aveva venduto il negozio. Ma, prima di poter avviare una nuova attività nella capitale ungherese, il farmacista morì per un attacco cardiaco. Il bambino quindi venne allevato dalla madre nella casa dei nonni materni. Il futuro regista, stando ai suoi ricordi, cominciò fin da ragazzo ad amare il cinema. Studiò dai Padri Scolopi a Veszprém e quindi a Kecskemét. Laureato in medicina, sposò Mara Jankowsky, che sarebbe stata la prima di quattro mogli. La guerra scoppiò poco dopo e Pál fu assegnato all'esercito come attendente medico e mandato sul fronte italiano. Alla fine della guerra, tornato a Budapest, andò a lavorare come pittore scenografo per una compagnia operistica e per una società cinematografica. Divorziò da Mara Jankowsky nel 1921, probabilmente per motivi di gelosia.

### 1919 -1926: Inizio di carriera
Fejos cominciò a dirigere i suoi primi film nel 1919 o nel 1920 per la Mobil Studios in Ungheria. Tra i suoi primi film muti, va ricordato Pán, una fantasia ispirata a motivi mitologici, Lord Arthur Savile's Crime, basato sulla commedia di Oscar Wilde, The Black Captain, una vicenda che prendeva come soggetto la corruzione della polizia a New York, Arsène Lupin utolsó kalandja, remake della popolare serie americana, e Szenzáció, adattamento tratto da Alexander Pushkin. Fejos considerava il film molto più vicino alla pittura che al teatro, attentissimo sempre alle luci e alle ombre. Tanto da fargli dichiarare che non ci sarebbe mai stato un grande film finché non si fosse potuto girarlo a colori.
Come altri importanti cineasti ungheresi quali Kertész Mihály (il futuro Michael Curtiz) e Alexander Korda, Fejös, nel 1923, lasciò l'Ungheria per sfuggire al Terrore Bianco e al regime autoritario di Horthy. A Vienna lavorò per un breve periodo con Max Reinhardt, quindi si recò a Berlino, dove prese parte - come comparsa - a I nibelunghi di Fritz Lang e poi a Parigi. Alla fine del 1923, si imbarcò per gli Stati Uniti dove arrivò senza un soldo e sapendo parlare a malapena l'inglese. Riuscì, tuttavia, a cavarsela trovando lavori di manovalanza, per imprese di pompe funebri o industrie di strumenti musicali. Dopo qualche mese, il suo inglese era migliorato e, nella primavera del 1924, riuscì a farsi assumere come tecnico di laboratorio al Rockefeller Institute for Medical Research. Rimase lì un paio di anni, guadagnando 80 dollari la settimana,
Nel 1925, si sposò con una collega, Mimosa Pfalz, ma il matrimonio durò solo un mese. Nella primavera del 1926, Fejös spese i suoi risparmi per comperarsi una Buick e con questa attraversò l'America costa a costa, deciso a raggiungere Los Angeles dove continuare la sua carriera cinematografica.

### 1927 – 1930: Regista a Hollywood
A Hollywood, Fejös si trovò nuovamente a lottare per poter lavorare, arrangiandosi come poteva, arrivando perfino a rubacchiare negli aranceti della zona. Facendo l'autostop, conobbe Edward Spitz, un ricco newyorkese al quale raccontò della sua carriera di regista europeo, convincendolo a finanziarlo. Con un piccolo budget di 5.000 dollari, mise in cantiere il suo primo film americano. Convinse alcuni amici attori a prendervi parte promettendo loro di pagarli solo se il film avesse avuto successo e convinse persino la DuPont a procurargli gratis la pellicola. Riuscì così a rientrare nel mondo del cinema. Quando il film uscì, gli studios fecero a gara per mettere sotto contratto l'ex vagabondo. Fejös firmò con l'Universal, che gli dette il pieno controllo sul suo lavoro.

### Documentarista e antropologo
Nel 1931, il regista lasciò gli Stati Uniti. Reputando Hollywood troppo commerciale, preferì ritornare a lavorare in Europa. Lavorò brevemente in Francia e, nel 1932, ritornò in Ungheria e, quindi, in Austria. Nel 1934, si trasferì in Danimarca dove girò tre pellicole per la Nordisk Films. Stanco dei film di fiction, Fejös passò al documentario. Questa nuova passione lo portò a interessarsi dell'antropologia che cominciò a studiare con profitto. Curò una serie di film etnografici girati in svariati paesi asiatici tra il 1937 e il 1938.

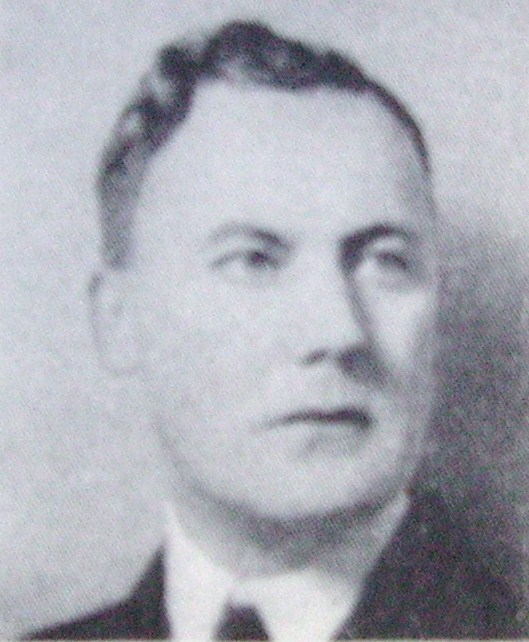
Axel Wenner-Gren (1936)

Nel 1938, incontrò uno degli uomini più ricchi al mondo, l'industriale svedese Axel Wenner-Gren il quale diede nuovo impulso alla sua vita come gli era successo dieci anni prima in seguito all'incontro con Spitz. Wenner-Gren gli finanziò una spedizione in Perù che portò Fejös a scoprire diciotto città inca. Passò un anno nella giungla, percorrendo il rio delle Amazzoni e studiando la cultura delle popolazioni indigene. I risultati delle sue ricerche sulla tribù degli Yagua vennero illustrati dai documentari che egli vi dedicò e dalla pubblicazione di Ethnology of the Yagua che uscì nel 1943.
Nel 1941, Fejös aveva lasciato definitivamente il cinema, dedicandosi completamente ai suoi studi antropologici. Diventò presidente del Viking Fund creato in quell'anno da Wenner-Gren, un ente non-profit con sede a New York, ribattezzato in seguito Wenner-Gren Foundation for Anthropological Research. Insegnò a Stanford, Yale e alla Columbia University.
Nel 1942, Fejös divorziò dalla terza moglie, la danese Inga Arvad, una giornalista nota per aver intervistato Hitler e per essere stata ospite del Fǖhrer nel 1936, coinvolta nei primi anni quaranta in una relazione sentimentale con il giovane John F. Kennedy. Nel 1958, l'ex regista sposò l'antropologa Lita Binns che, dopo la morte di Fejös avvenuta il 23 aprile 1963, gli succedette alla guida dell'istituto.

## Filmografia

### Regista
- Jóslat (1920)
- Fekete kapitány (1920)
- Pán (1920)
- Újraélök (1920)
- Lidércnyomás (1921)
- Pique Dame (1921)
- Szenzáció (1922)
- Egri csillagok (1923)
- Arsène Lupin utolsó kalandja (1923)
- The Last Performance (1927)
- The Last Moment
- Primo amore (Lonesome) (1928)
- Broadway (1929)
- La fanciulla di Saint Cloud (Captain of the Guard), rimpiazzato da John S. Robertson (1930)
- Il re del jazz (The King of Jazz), co-regia di John Murray Anderson (1930)
- Menschen hinter Gittern (1931)
- Révolte dans la prison, co-regia George W. Hill e Jacques Feyder (1931)
- L'Amour à l'américaine, co-regia Claude Heymann (1931)
- Prima dragoste, co-regia Jean Mihail (1932)
- Ítél a Balaton
- Fantômas (1932)
- Maria leggenda ungherese
- Gardez le sourire, co-regia René Sti (1933)
- Marie, légende hongroise (1933)
- Viva la vita (Sonnenstrahl) (1933)
- Frühlingsstimmen
- Flugten fra millionerne
- Det gyldne smil (1935)
- Fange nr. 1
- Svarta horisonter
- Skonhetsvard i djungeln
- Vera faders gravar
- Varldens mest anvandbara trad
- Havets djavul
- Djungeldansen
- Danstävling i Esira
- Tambora - documentario (1938)
- Stammen lever an - documentario (1938)
- Hovdingens son ar dod - documentario (1938)
- Draken pa Komado - documentario (1938)
- Byn vid den trivsamma brunnen - documentario (1938)
- Bambualdern pa Mentawei - documentario (1938)
- Att segla ar nodvandigt - documentario (1938)
- Man och kvinna, co-regia di Gunnar Skoglund - documentario (1940)
- Yagua - documentario (1941)

### Sceneggiatore
- Pán, regia di Pál Fejös (1920)
- Lidércnyomás, regia di Pál Fejös (1921)
- Viva la vita (Sonnenstrahl), regia di Pál Fejös (1933)

### Produttore
- Viva la vita (Sonnenstrahl), regia di Pál Fejös (1933)